# Municipio de Botevgrad
El municipio de Botevgrad (búlgaro: Община Ботевград) es un municipio búlgaro perteneciente a la provincia de Sofía. Se ubica en el noreste de la provincia y por su término municipal pasa la carretera A2 que une Sofía con la provincia de Lovech.

## Demografía
En 2011 tiene 33 175 habitantes, de los cuales el 82,9% son étnicamente búlgaros y el 8,57% gitanos. Su capital es Botevgrad, donde viven dos terceras partes de la población municipal.

## Localidades
Además de la capital municipal Botevgrad, en el municipio hay doce pueblos:
- Bozhenitsa
- Vrachesh
- Gurkovo
- Elovdol
- Kraevo
- Lipnitsa
- Litakovo
- Novachene
- Radotina
- Rashkovo
- Skravena
- Trudovets